# Teluk Limo
Teluk Limo is een bestuurslaag in het regentschap Nias Selatan van de provincie Noord-Sumatra, Indonesië. Teluk Limo telt 264 inwoners (volkstelling 2010).